# Vedbod

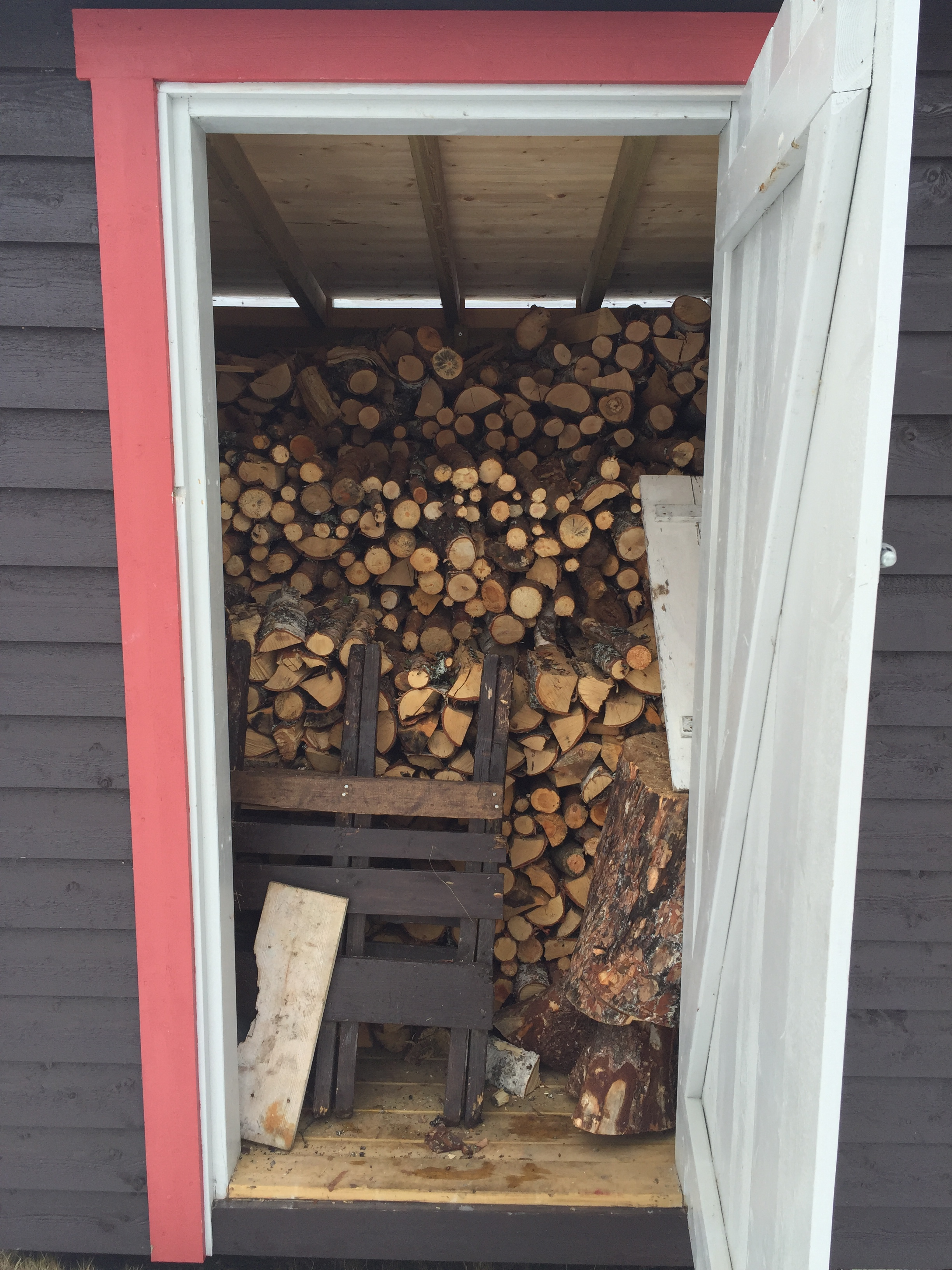
Vedbod i Trøndelag, Norge.

Vedbod, eller vedlider är en mindre, enklare byggnad för förvaring av ved och ofta även för kapning och klyvning (klabbning). En vedbod är ofta utrustad med sågbock och huggkubbe. För att minska risk för mögel på veden och för att underlätta torkningen byggs vedbodar som regel väl ventilerade. Ordet vedbod används också om ett utrymme i en större byggnad med den nämnda funktionen.
Ordet vedbod är belagt i svenska språket sedan 1530.